# لوكاس سيلفا (لاعب كرة قدم مواليد 1985)
لوكاس سيلفا (27 أغسطس 1985 بالبرازيل - ) هو لاعب كرة قدم برازيلي في مركز الوسط. لعب مع نادي غاما وSociedade Atlético Ceilandense ‏ وMixto Esporte Clube ‏ وAssociação Esportiva Jataiense ‏ وCapital CF ‏ وSociedade Esportiva e Recreativa Juventude ‏ وImbituba Futebol Clube ‏ وSanta Helena Esporte Clube ‏.

## وصلات خارجية
- لوكاس سيلفا (لاعب كرة قدم برازيلي) على موقع قاعدة بيانات كرة القدم.إي يو (الإنجليزية)
- لوكاس سيلفا (لاعب كرة قدم برازيلي) على موقع Soccerway.com (الإنجليزية)